# Uwe Reinders
Uwe Reinders (Essen, 19 januari 1955) is een (West-)Duits voormalig voetballer en voetbalcoach die speelde als aanvaller.

## Carrière
Reinders maakte zijn debuut voor Eint. Braunschweig maar tekende zijn eerste profcontract bij Werder Bremen drie jaar later. Bij Bremen speelde hij tot in 1985 toen hij naar het Franse Girondins Bordeaux trok en de beker won in 1986. Hij speelde daarna nog voor Stade Rennes en Eintracht Braunschweig waar hij speler-trainer was.
Hij speelde drie interlands voor West-Duitsland waarin hij een keer kon scoren. Hij nam met de Duitse ploeg deel aan het WK voetbal 1982 waar ze tweede werden.
Na zijn spelerscarrière werd hij coach bij Eintracht Braunschweig waar hij daarvoor speler-trainer was. Hij coachte verder nog Hansa Rostock, MSV Duisburg, Hertha BSC, FC Sachsen Leipzig, terug Eintracht Braunschweig, 1. FC Pforzheim, Brinkumer SV en FC Oberneuland.

## Erelijst
- Girondins Bordeaux
  - Coupe de France: 1986

1 Schumacher ·
2 Briegel ·
3 Breitner ·
4 K. Förster ·
5 B. Förster ·
6 Dremmler ·
7 Littbarski ·
8 Fischer ·
9 Hrubesch ·
10 Müller ·
11 Rummenigge  ·
12 Hannes ·
13 Reinders ·
14 Magath ·
15 Stielike ·
16 Allofs ·
17 Engels ·
18 Matthäus ·
19 Hieronymus ·
20 Kaltz ·
21 Franke ·
22 Immel ·
Coach: Derwall